# Salvelinus malma
Salvelinus malma (Walbaum, 1792) è un pesce appartenente alla famiglia Salmonidae.

## Distribuzione e habitat
Questo salmonide è originario delle acque fredde del Nordamerica, nelle acque costiere e dolci della costa occidentale (dall'Alaska allo stato di Washington) e, in Asia, dalla Corea fino allo Stretto di Bering. Vive in ruscelli di acque limpide e alcuni anni in mare.

## Descrizione
S. malmo ha la forma tipica dei Salmonidi: corpo allungato ma muscoloso, adatto ad acque turbolente e a movimenti veloci. La testa è allungata, con mascelle forti e sviluppate in ampiezza. Il dorso appena incurvato, sulla cui cima si innesta la corta ma robusta dorsale. La pinna caudale è ampia e a delta. 

Raggiunge dimensioni considerevoli: 127 cm per 18 kg di peso.

## Riproduzione
La fregola avviene tra agosto e novembre. I riproduttori muoiono dopo la deposizione, spossati dalle fatiche della migrazione e della riproduzione.

## Alimentazione
È un vorace carnivoro, si nutre praticamente di ogni piccola creatura che gli capita a tiro: piccoli mammiferi, anfibi, pesci, crostacei, insetti e invertebrati.

## Predatori
Nelle acque russe è preda abituale di Megalocottus platycephalus e di Salvelinus leucomaenis leucomaenis.

## Pesca
Questa specie è una preda molto ambita dai pescatori sportivi, sia per la qualità della sua carne, sia per l'alto valore commerciale.
La pesca sportiva avviene con le stesse modalità della pesca alla trota, le tecniche più praticate sono la pesca a mosca, lo spinning e la pesca al tocco.

Le sue carni sono apprezzate, al pari di quelle della trota.